# Bataille d'Ihtiman
 (décembre 2020).
Guerres ottomano-bulgare
La bataille d'Ihtiman a eu lieu en 1355 entre les bulgares et les ottomans et a abouti à une victoire bulgare. L'endroit exact n'est pas connu, mais dans une chronique bulgare anonyme, il est mentionné que les armées de Michail Asen ont engagé les forces d'invasion avant qu'elles ne puissent atteindre Sofia.

## Origines du conflit
Après que les Turcs ottomans se sont emparés de leur première forteresse dans les Balkans en 1352, ils ont rapidement commencé à étendre leur territoire en Europe. À partir de 1354, leurs raids ont commencé à piller la Thrace bulgare, ravageant les régions de Plovdiv et de Stara Zagora et l'année suivante ont lancé une campagne contre la ville clé de Sofia.

### Bataille
Le fils de l'empereur bulgare Ivan Aleksandre Asen, Michail Asen, a convoqué une armée pour arrêter l'avancée de l'ennemi. La bataille était féroce, les Bulgares ont subi de lourdes pertes et leur commandant et héritier du trône a été tué. Cependant, les pertes ottomanes sont également lourdes et ils ne peuvent pas continuer leur marche sur Sofia.

### Conséquences
La bataille a montré que les Bulgares n'étaient pas prêts à défier les Turcs dans une bataille en plein champ et la perte de leur fils aîné et prétendument le plus capable a été un grand coup pour les Bulgares et leur empereur. Mais la bataille et sa mort n'ont pas été vaines: les Ottomans ont pu rejoindre Sofia 30 ans plus tard en 1382. Mais pendant ce temps, les Bulgares ne pouvaient pas les empêcher de prendre le contrôle de toute la Thrace.